# Los Pinos (Plasència)
El Parc de "Los Pinos" és un parc municipal situat entre l'avinguda d'Extremadura, el carrer Fuero i l'avinguda de la Hispanitat, de la ciutat de Plasència, a Càceres.
En 1991 va ser declarat Nucli Zoològic per la Junta d'Extremadura.

## Història
L'ajuntament de Plasència va manar construir un dipòsit d'aigües en 1903, amb una capacitat de 1250 m³ d'aigua. Anys més tard, a l'octubre de 1918 comencen a plantar-se una sèrie de pins i altres arbres ornamentals a la zona d'al voltant del dipòsit d'aigües. Finalment en 1937 l'Ajuntament de Plasència, a través de la seva Comissió Gestora crea el Parc de "Los Pinos". Des d'aquest moment el parc ha anat evolucionant i passant diferents fases fins a la seva declaració en 1991 com a Nucli Zoològic, declaració atorgada per la Junta d'Extremadura a petició del mateix Ajuntament de Plasència.
Al juliol de 2011 es va abandonar definitivament el projecte de convertir el parc en un zoològic. Aquesta decisió es va prendre en comprovar que les característiques del parc no feien viable aquest tipus d'instal·lació. Aquest gir en les intencionalitats de transformació del parc no suposen que perdi el seu estatus de “Nucli Zoològic”, adquirit en 1991, encara que sí que ha d'adaptar-se a la normativa que regeix aquesta figura, en la qual queda prohibit albergar animals silvestres. La nova proposta s'encamina a convertir el parc en una zona en la qual es pugui gaudir de passejos sense barreres d'accés i en el qual l'aigua tingui el protagonisme.

## Descripció
Es tracta d'un parc de 53900 m² que s'adapta a l'orografia del terreny en el qual es va començar a construir, el qual presenta una diferent altitud segons zones, presentant el punt més alt del parc 415 metres d'altitud, mentre que la part més baixa es troba a 380 metres sobre el nivell del mar.
La major part de l'arbrat està format per espècies autòctones de la zona: pins, alzines, sureres entre una gran varietat d'espècies tant d'arbres com d'arbustos.
Cal destacar la varietat d'aus que el parc posseeix, entre les quals destaquen les aus aquàtiques com: ànecs, oques, cigonyes, garses, grullas, flamencs, etc., que nien als voltants de les tolles i estanys que el parc té. També cal destacar un altre tipus d'aus com el paó, estruços, emúes, ocells tropicals, que estan totalment adaptats al parc.
El parc és considerat un dels “pulmons verds” de la ciutat, i el parc més gran d'aquesta, la qual cosa li atorga tanta importància com la de ser un parc d'interès per la seva fauna i varietat botànica.